# Alaska Patrol
Alaska Patrol è un film statunitense del 1949 diretto da Jack Bernhard.

## Trama
Un'agente straniero Rattrick viene ucciso dopo aver microfilmato documenti segreti della Marina degli Stati Uniti, e l'ufficiale dell'Intelligence inglese Wright e un suo agente Dale vengono incaricati di indagare sull'omicidio facendo intervenire l'agente Tom Norman.